# 美因河畔施瓦察赫
美因河畔施瓦察赫是德国巴伐利亚州的一个市镇。总面积21.11平方公里，总人口3692人，其中男性1992人，女性1700人（2011年12月31日），人口密度175人/平方公里。